# Éric Davis
Éric Javier Davis Grajales (* 31. März 1991 in Colón) ist ein panamaischer Fußballspieler.

## Karriere

### Klub
Er begann seine Karriere beim CD Árabe Unido in seiner Heimat von dort wechselte er Mitte August 2011 nach Argentinien zum CA Fénix, bei diesem blieb er erst einmal bis Ende Januar 2013. Danach ging es per Leihe wieder zu seinem alten Klub Árabe Unido zurück, nach einem halben Jahr zurück blieb er danach auch wieder in Panama, wechselte diesmal jedoch zu Sporting San Miguelito, wo für zwei weitere Spielzeiten aktiv war. Im Juli 2015 kehrte er dann nach Árabe zurück. Mitte September 2015 unterschrieb er dann aber einen Vertrag beim slowakischen DAC Dunajská Streda, wo er auch noch bis heute spielt.

### Nationalmannschaft
Nach der U20 und der U23, erhielt er seinen ersten Einsatz im Nationaldress der A-Mannschaft am 11. August 2010 bei einem 3:1-Freundschaftsspielsieg zuhause gegen Venezuela, als er in der 30. Minute für Nelson Barahona eingewechselt wurde. Er war auch Teil des Kaders der Copa Centroamericano 2011 sowie des Gold Cup 2011. Danach hatte er ab 2014 wieder Einsätze auch bei der Copa Centroamericano 2014 und beim Gold Cup 2015 sowie der Copa Centroamericano 2017. Im Gold Cup 2017 kam er einmal zum Einsatz und war Teil des Kaders bei der Weltmeisterschaft 2018 und beim Gold Cup 2019. Nach einer Coronavirus-Infektion im Jahr 2020 und einer Knieverletzung kommt er seit März 2021 wieder regelmäßig zum Einsatz.